# Otluk, Üzümlü
Otluk là một xã thuộc huyện Üzümlü, tỉnh Erzincan, Thổ Nhĩ Kỳ. Dân số thời điểm năm 2010 là 15 người.